# ゆりかもめ (企業)
株式会社ゆりかもめ（英: YURIKAMOME Inc.）は、東京都江東区に本社を置き、自動案内軌条式旅客輸送システム (AGT) 路線の「東京臨海新交通臨海線」を運営している会社。東京臨海ホールディングスの子会社で、東京都も出資する第三セクター方式の企業である。
1988年（昭和63年）の設立時の商号は東京臨海新交通株式会社（とうきょうりんかいしんこうつう）であったが、設立から約10年後、開業から約2年半後の1998年（平成10年）4月1日に運営路線の愛称である「ゆりかもめ」を商号とした。商号変更後も運営路線の正式名称「東京臨海新交通臨海線」にその名を残している。

## 歴史
- 1988年（昭和63年）
  - 4月25日  - 東京臨海新交通株式会社として設立[1]。
  - 11月28日 - 新橋 - 有明間の鉄道事業免許及び軌道特許取得[1]。
- 1989年（平成元年）3月 - 工事着手[5]。
- 1995年（平成7年）11月1日 - 新橋（仮駅舎） - 有明間開業[1][6]。
- 1998年（平成10年）
  - 4月1日 - 商号を株式会社ゆりかもめに変更[1][7]。
  - 7月10日 - 有明 - 豊洲間軌道特許取得。
- 1999年（平成11年）- 有明 - 豊洲間工事着工[8]。
- 2001年（平成13年）3月22日 - 新橋駅（本設駅舎）開業[1]。
- 2002年（平成14年）11月2日 - 汐留駅開業[1]。
- 2006年（平成18年）
  - 3月27日 - 有明 - 豊洲間延伸開業[1][9]。
  - 4月14日 - 船の科学館駅（現・東京国際クルーズターミナル駅）付近で豊洲発新橋行車両が故障し、緊急停止[10][11]。翌15日から16日まで事故の原因調査のため終日運休し、都バス、水上バス、りんかい線で振替輸送を実施[12][13]。17日に通常より本数を減らした臨時ダイヤで運行を再開[14][15][16]。19日までに保有する150両すべての点検が終了し、事故発生から5日ぶりに始発から通常の本数での運転に戻る。
- 2007年（平成19年）
  - 3月18日 - PASMOを導入[1][17]。Suicaと相互利用可[17]。
  - 8月1日 - 臨海3セクの持株会社、東京臨海ホールディングスの子会社となる[1]。東京都が引き続き0.1%の株式を持つため、完全子会社とはならない。
- 2013年（平成25年）3月23日 - 交通系ICカード全国相互利用サービス開始によりゆりかもめでTOICA、ICOCAなども利用可能となる。
- 2025年（令和7年）3月17日 - クレジットカードなどのタッチ決済およびQRコード乗車券による乗車サービスを全16駅で導入[18][19]。

## 路線
- 東京臨海新交通臨海線 新橋 (U-01) - 豊洲 (U-16) (14.7 km)

## 車両
側方案内式のAGT車両で、軽量ステンレス製車体。先頭車両に記されている編成番号は19・20・29・30・49・50が欠番で、現有車両は31以降となっている。ゴムタイヤを履いている。電気方式は三相交流600V。ATO、ATCなどの保安装置のバックアップにより無人運転されるが、毎日昼過ぎに本線技能訓練といった名目で有人運転が行われる。有人運転は荒天時や非常時にも行われることがある。なお、7000系の4次車以降は1-3次車と制御方式が異なり7200系として区別されるが、外観に大きな違いはない。ただし7200系のうち2005年製のものはカラーリングが異なるなど、製造年度による細かな違いがある。

### 現有車両
- 7300系 - 6両編成18本（108両）を導入し[22][23][24]、7000系を置き換えた。2014年1月18日に営業運転を開始した[23]。
- 7500系 - 7200系置き換えのため2018年から2020年にかけて導入[25]。2018年11月11日に営業運転を開始した[26]。

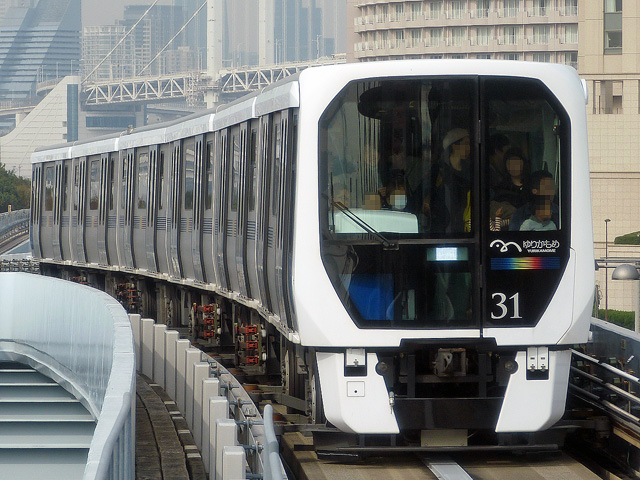
7300系
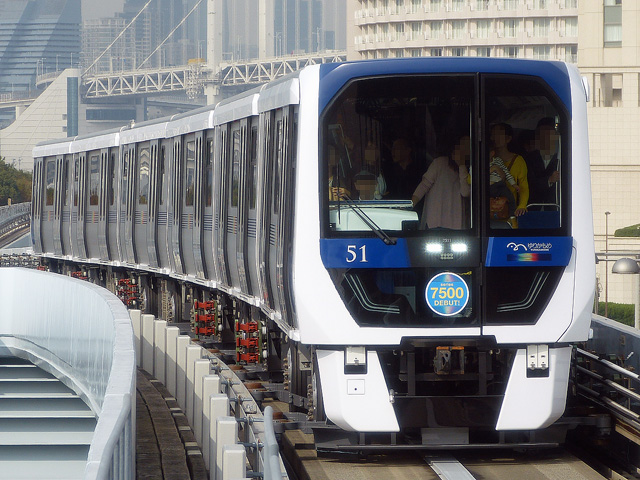
7500系

### 過去の車両
- 7000系 - 2016年6月までに7300系に置き換えられて全廃。サイリスタ位相制御。
- 7200系 - 2020年10月までに7500系に置き換えられて全廃[27]。VVVFインバータ制御。

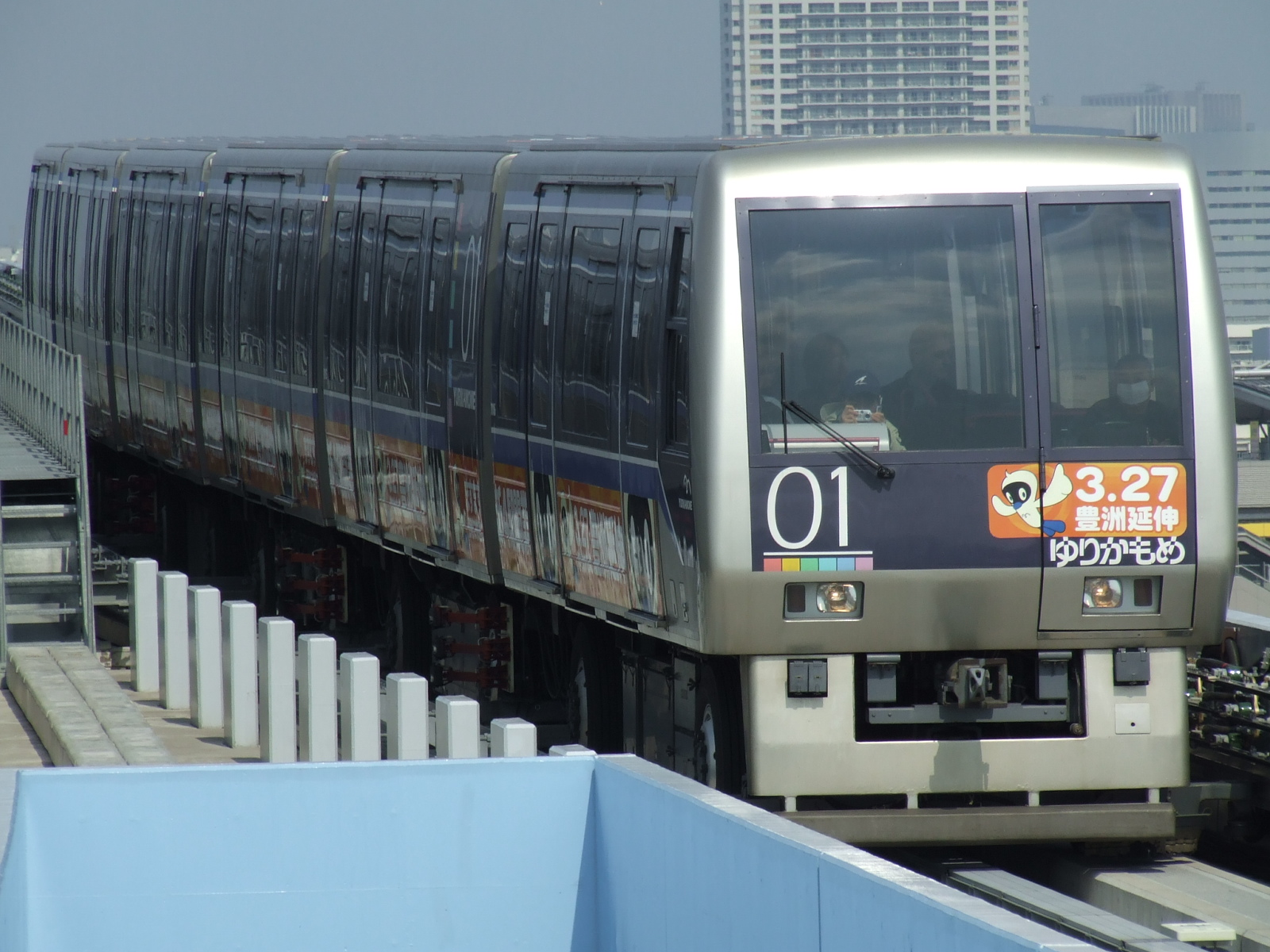
7000系1次車
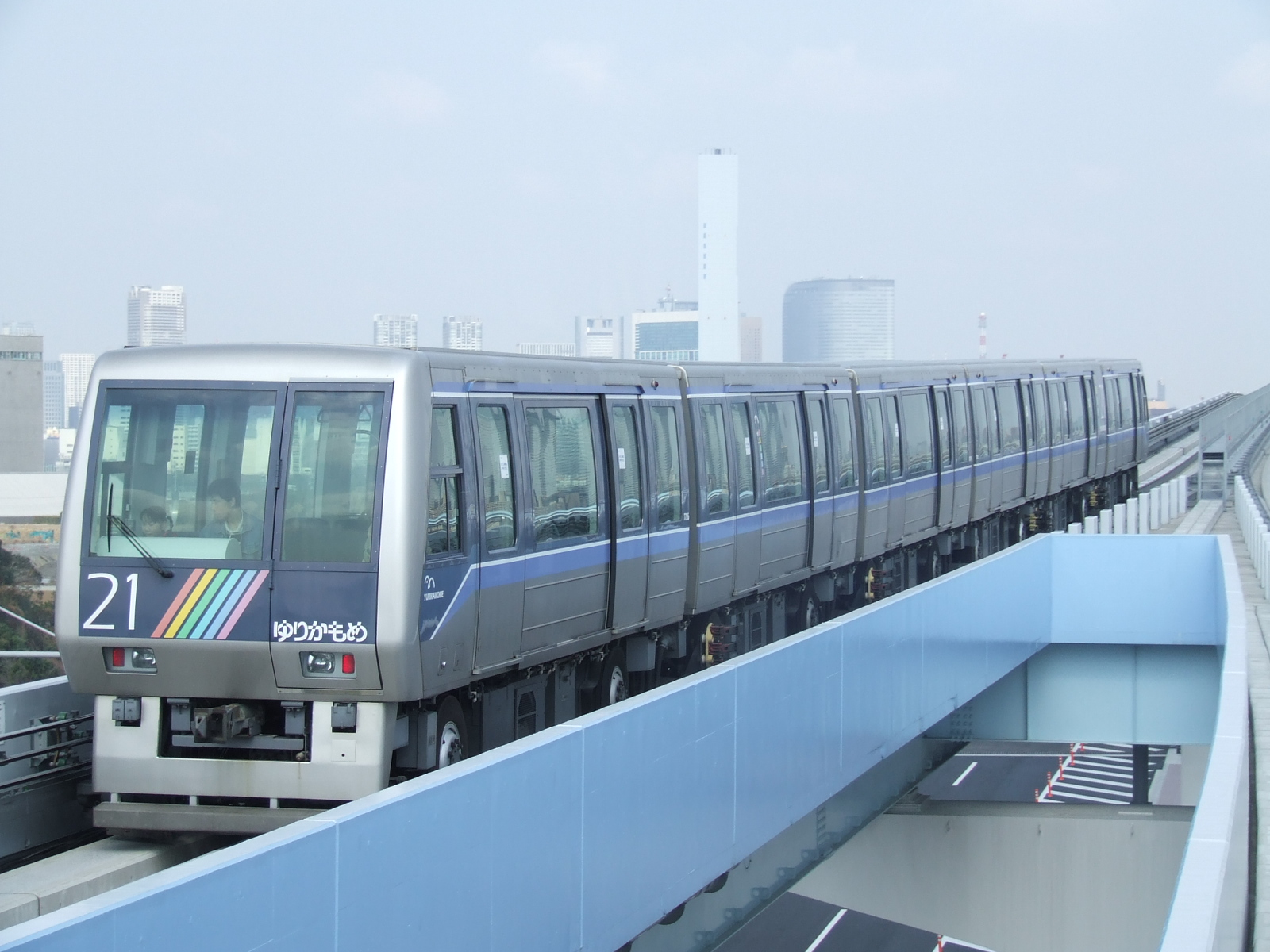
7200系（7000系4次車）

## 運賃
大人普通旅客運賃（小児半額・ICカードの場合は1円未満切り捨て、切符購入の場合は10円未満切り上げ）。2019年10月1日改定。
| キロ程    | 運賃（円） | 運賃（円） |
| キロ程    | ICカード   | 切符購入   |
| --------- | ---------- | ---------- |
| 初乗り2km | 189        | 190        |
| 3 - 5     | 251        | 260        |
| 6 - 8     | 325        | 330        |
| 9 - 15    | 388        | 390        |

- 普通回数乗車券も12枚綴りで発売されている。発売額は普通運賃の10倍。

### 企画乗車券
いずれも小児半額。
- 全線が1日乗り降り自由となる「ゆりかもめ一日乗車券」が820円で発売されている。2025年3月17日から「ゆりかもめEnjoy Pass」専用販売サイトでQRコード乗車券としても発売。各駅の券売機で発売している磁気券は2025年7月13日で発売終了。
- PASMOに搭載する「ゆりかもめ24時間券」（発売から24時間有効）は900円。2025年3月17日から「ゆりかもめEnjoy Pass」専用販売サイトでQRコード乗車券としても発売。
- 東京臨海副都心エリア内のお台場海浜公園駅 - 有明テニスの森駅間に限り1日乗り降り自由となる「お台場-有明快遊パス」が、対象区間内の各駅の券売機で500円で発売されている。2025年7月13日で発売終了。

2025年3月17日から、クレジットカード等のタッチ決済で乗車できるようになっており、同年7月14日からタッチ決済での1日の乗車運賃の請求額を最大でも820円とする一日上限サービスを開始する。これに伴い、同年7月13日限りで磁気券での「ゆりかもめ一日乗車券」「お台場-有明快遊パス」の発売を終了する予定である。

## マスコットキャラクター「ゆりも」
ゆりもは、株式会社ゆりかもめが東京臨海新交通臨海線の開業10周年及び2006年の有明駅 - 豊洲駅間開業を記念して2005年に登場させたキャラクターである。
路線愛称の由来になった東京都の都鳥「ユリカモメ」をモチーフに、胸にゆりかもめのシンボルマークが描かれている。